# Фрунзенский район (Минск)
Фру́нзенский район (бел. Фру́нзенскі раён) — административный район на западе города Минска в Республике Беларусь.

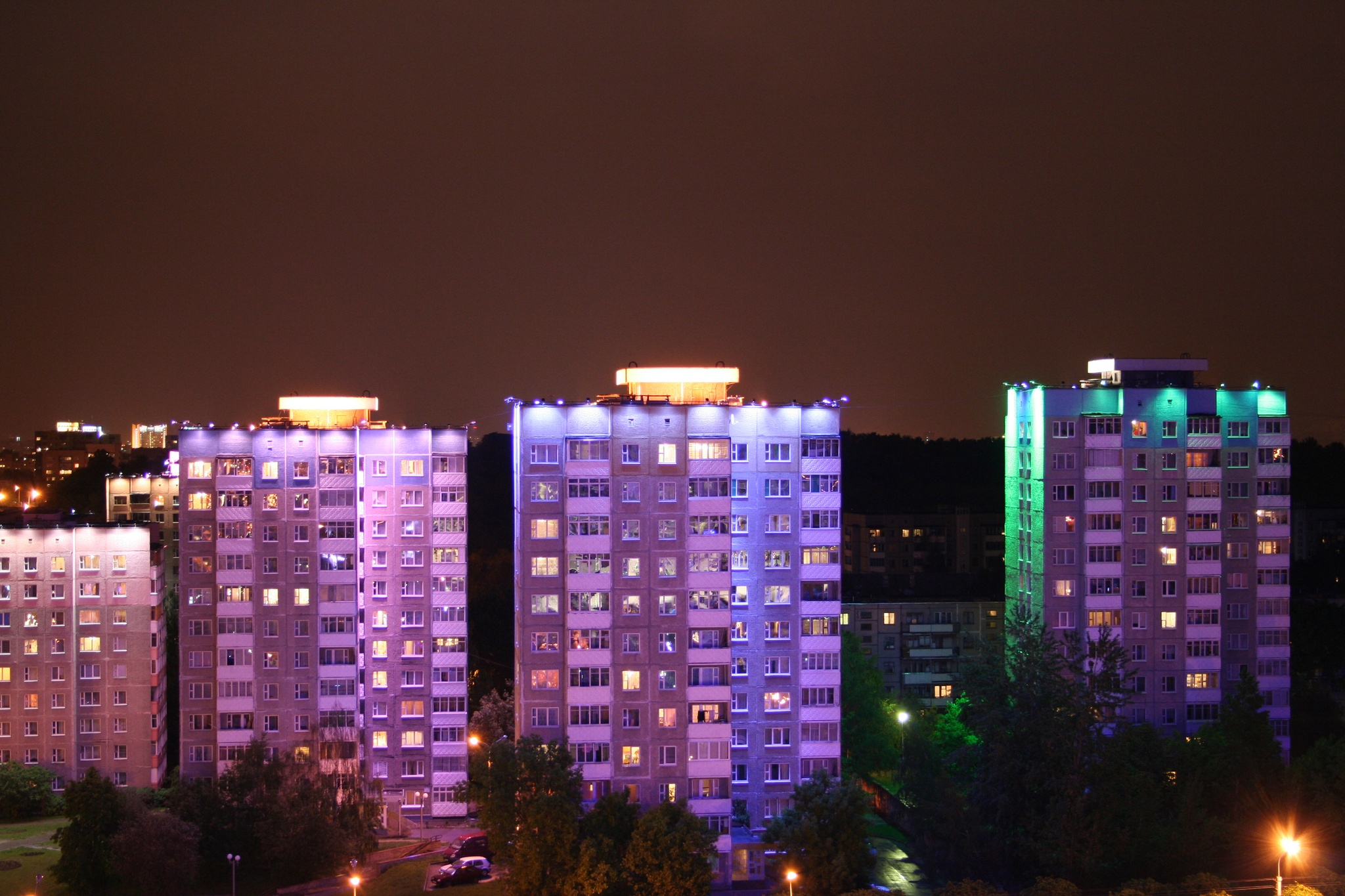
Дома в юго-восточной части площади Притыцкого. Вид с гостиницы «Орбита».

## История
Фрунзенский район города Минска образован 17 апреля 1951 года, в связи с бурным послевоенным развитием города. Назван в честь Михаила Васильевича Фрунзе — полководца Гражданской войны, одного из членов первого состава Минского Совета рабочих и солдатских депутатов, первого начальника народной милиции города Минска.
В 1978 году в состав района были включены деревня Большое Медвежино и посёлок Барановщина, рядом с которыми началось строительство микрорайона Запад. В начале 1990-х началось возведение микрорайона Сухарево.
В 1998 году в состав района были включены земли и самой деревни Сухарево. Тогда же начал застраиваться микрорайон Красный Бор.
В 2000 году были изменены границы Фрунзенского и Центрального районов Минска. Территория между железной дорогой Минск — Молодечно и проспектом Победителей отошла к Центральному району. Граница между районами была установлена по линии железной дороги Минск — Молодечно, улицам Максима Танка и Тимирязева.
В 2004 году было решено включить в состав Минска территории Минского района, которые находились внутри МКАД. В границах Фрунзенского района оказались деревня Масюковщина и посёлок Кунцевщина, а также территории, на которых в последние годы проводится массовое жилищное строительство. Появились микрорайоны Домбровка и Каменная Горка.

## География
Район занимает северо-западную часть города от пересечения МКАД с линией железной дороги Минск — Молодечно по этой линии до пр. Машерова, далее его граница следует по ул. Максима Танка, ул. Тимирязева, Кальварийской ул., снова вдоль железной дороги Минск — Молодечно, затем по Харьковской ул., пр. Жукова, Прилукской ул., ул. Глаголева, пересекает ул. Гурского, огибает с севера и востока промышленную зону и озеро, следует на юг по ул. Максима Горецкого до озера перед ул. Рафиева, огибает его с юга и следует на запад с захватом района ул. маршала Лосика и Школьной ул. до МКАД. За МКАД к территории района относится Западный промузел севернее деревни Антонишки.
Фрунзенский район — крупнейший район Минска, включает жилые микрорайоны Сухарево, Запад, Красный Бор, Медвежино, Кунцевщина, Каменная Горка, Домбровка, Масюковщина.
Основные магистрали — ул. Притыцкого, Шаранговича, Максима Горецкого, пр. Пушкина, Кальварийская ул.

## Население
На 1 января 2020 года население Фрунзенского района составляет 470 500 человек. Район давно превосходит по численности такие областные центры, как Могилёв, Витебск, Брест и Гродно. В XXI веке район, кроме 2001 года, имел положительный прирост населения.
| 1996     | 2000     | 2001     | 2002     | 2003     | 2004     | 2005     | 2006     | 2007     | 2008     |
| -------- | -------- | -------- | -------- | -------- | -------- | -------- | -------- | -------- | -------- |
| 330 200  | ↗351 862 | ↘311 798 | ↗312 265 | ↗313 966 | ↗318 433 | ↗325 149 | ↗331 873 | ↗341 281 | ↗349 891 |
| 2009     | 2010     | 2011     | 2012     | 2013     | 2014     | 2015     | 2016     | 2017     | 2018     |
| ↗364 118 | ↗376 103 | ↗395 376 | ↗411 484 | ↗427 416 | ↗443 626 | ↗451 809 | ↗458 344 | ↗461 445 | ↗462 842 |
| 2019     | 2020     |          |          |          |          |          |          |          |          |
| ↗463 188 | ↗470 500 |          |          |          |          |          |          |          |          |

| Национальный состав (переписи 2009, 2019 гг.) | Национальный состав (переписи 2009, 2019 гг.) | Национальный состав (переписи 2009, 2019 гг.) | Национальный состав (переписи 2009, 2019 гг.) | Национальный состав (переписи 2009, 2019 гг.) | Национальный состав (переписи 2009, 2019 гг.) | Национальный состав (переписи 2009, 2019 гг.) | Национальный состав (переписи 2009, 2019 гг.) | Национальный состав (переписи 2009, 2019 гг.) | Национальный состав (переписи 2009, 2019 гг.) | Национальный состав (переписи 2009, 2019 гг.) | Национальный состав (переписи 2009, 2019 гг.) |
| Год                                           | Всего                                         | белорусы                                      | белорусы                                      | русские                                       | русские                                       | поляки                                        | поляки                                        | украинцы                                      | украинцы                                      | евреи                                         | евреи                                         |
| --------------------------------------------- | --------------------------------------------- | --------------------------------------------- | --------------------------------------------- | --------------------------------------------- | --------------------------------------------- | --------------------------------------------- | --------------------------------------------- | --------------------------------------------- | --------------------------------------------- | --------------------------------------------- | --------------------------------------------- |
| 2009                                          | 372 431                                       | 297 747                                       | 79,95 %                                       | 33 422                                        | 8,97 %                                        | 2980                                          | 0,8 %                                         | 4986                                          | 1,34 %                                        | 856                                           | 0,23 %                                        |
| 2020                                          | 470 074                                       | 412 533                                       | 87,76 %                                       | 30 641                                        | 6,52 %                                        | 4 880                                         | 1,04 %                                        | 7 482                                         | 1,6 %                                         | 1 219                                         | 0,26 %                                        |

## Образование
Во Фрунзенском районе функционирует 146 учреждений, в том числе:
- 35 средних школ,
- 10 гимназий,
- 1 начальная школа,
- 2 учебно-педагогических комплекса «Детский сад-начальная школа»,
- 80 учреждений дошкольного образования,
- 2 центра коррекционно-развивающего обучения и реабилитации,
- 4 учреждения дополнительного образования,
- 12 социально-педагогических учреждений.

Особенность района заключается в том, что на его территории отсутствуют высшие учебные заведения, расположено только 5 средних специальных и профессионально-технических учебных заведений:
- филиал «Индустриально-педагогический колледж Республиканского института профессионального образования»;
- «Белорусский государственный хореографический колледж» (ведомственная принадлежность — Министерство культуры Республики Беларусь);
- «Минский государственный колледж технологии и дизайна легкой промышленности» (ведомственная принадлежность — концерн «Беллегпром»);
- «Государственный профессионально-технический колледж хлебопечения» (ведомственная принадлежность — Министерство сельского хозяйства Республики Беларусь),
- «Лингвогуманитарный колледж» (ведомственная принадлежность — Минский государственный лингвистический университет).

## Транспортная система
В пределах района располагаются станции Автозаводской линии Минского метрополитена — «Молодёжная», «Пушкинская», «Спортивная», «Кунцевщина», «Каменная Горка». На пересечении улиц Берута и Притыцкого находится одно из самых старых кладбищ страны — Кальварийское с памятником архитектуры XIX века (брама, построенная в 1840 году).

## Предприятия
- Государственное предприятие «Управление дорожно-мостового строительства и благоустройства Мингорисполкома»
- ЗАО «Фабрика головных уборов «Людмила»
- ОАО «Завод «Белпласт»
- Минская ТЭЦ № 4
- ОАО «Сукно»
- УП «Минскзеленстрой»
- УП «Минское лесопарковое хозяйство»
- ОАО «Красная Звезда»
- ОАО «Минский завод отопительного оборудования»
- ЧУП «Светоприбор» ОО «БелТИЗ»
- ОАО «Минский домостроительный комбинат»
- ОАО «МАПИД»
- ОАО «Минский завод строительных материалов»
- Минский завод средств комплексной автоматизации (ОАО «ЗСКА»)

## Экономика
На территории района 23 промышленных предприятия, среди них крупные: тонкосуконное производственное объединение, завод холодильников, завод отопительного оборудования, завод по производству пластиковых и пленочных изделий, 11 строительных организаций, автохозяйства. Работают научно-исследовательские и проектно-конструкторские организации, вычислительные центры, предприятия коммунально-бытового обслуживания, в том числе управление дорожно-мостового строительства и благоустройства города, производственные объединения «Беларусь» и «Труд», завод «Рембыттехника».

## Экология
В районе насчитывается 231 га зелёных насаждений.